# Östers IF
Östers Idrottsförening  of kortweg Östers IF is een Zweedse voetbalclub uit Växjö. Öster verwijst naar de gelijknamige stadswijk in Växjö. De club is opgericht op 20 april 1930 en speelt haar thuiswedstrijden in de Myresjöhus Arena. Blauw en rood zijn de traditionele kleuren.

## Geschiedenis
Östers IF was vanaf eind jaren zestig tot begin jaren negentig een toonaangevende club in het Zweedse voetbal. Vele seizoenen gedurende die periode draaide de club mee om de topplaatsen op het hoogste niveau. Het begon in 1967, toen de club promotie naar de Allsvenskan wist af te dwingen. Tot die tijd speelde men wel regelmatig op het hoogste niveau, maar werden geen prijzen gewonnen. Na promotie in 1967 streed Östers IF echter boven in de ranglijst mee en werd het meteen landskampioen. Dit betekende niet alleen de eerste landstitel in de geschiedenis van de club, maar ook was Östers IF de eerste en de enige Zweedse club die direct na een promotie de landstitel greep.
In 1973 en 1975 werd de club tweede in de Allsvenskan, waarna in 1978 pas de sterke periode zich aandiende. Dat jaar werd de tweede landstitel door Östers IF behaald en daarna herhaalde de club dat in de jaren 1980 en 1981. Daarna zakte de club weer enigszins weg en pas in 1992 behaalden ze opnieuw een tweede plaats. Daarmee is meteen het laatste succes van de club genoemd die zelfs diverse malen op een lager niveau moest doorbrengen. In 2006 degradeerde de club uit de hoogste klasse. Het daarop volgende seizoen was rampzalig en de club degradeerde opnieuw en speelde zo voor het eerst in 51 jaar in de derde klasse. In het seizoen 2009 behaalde de club het kampioenschap in de Division 1 Södra en promoveerde daarmee weer naar de landelijke competitie Superettan, één niveau lager dan de Allsvenskan. In 2012 werd de club kampioen en promoveerde daarmee terug te keren naar het hoogste niveau. De club verbleef er echter maar één seizoen.
Terug op het tweede niveau, in 2014, lukte het ÖIF niet om de verwachtingen waar te maken. Het moest zelfs strijden om een tweede degradatie in twee jaar te voorkomen. Het belandde op een dertiende plek: de club wachtte een degradatieplay-off tegen de nummer twee van de Norrettan, IK Frej. Frej won sensationeel over twee wedstrijden (3-0 thuis, 3-2 uit in Växjö). Dat betekende voor ÖIF opnieuw een degradatie en dit keer naar de Division 1, het derde niveau.

## Myresjöhus Arena
In 2011 werd er besloten om een nieuw stadion te bouwen voor de club uit Växjö. Het Värendsvallen was zeer verouderd, er lag nog een sintelbaan om het veld en er bestond geen overdekte tribune. Men begon op 31 maart 2011 met het bouwen van het stadion. Het heeft een capaciteit van 12 000 plaatsen, waarvan 10 000 zitplaatsen. De nieuwe arena voldoet aan de komende verscherpte eisen van de Zweedse voetbalbond. Verder worden de eerste drie poulewedstrijden van het EK voor vrouwen in 2013 in het nieuwe stadion afgewerkt.

## Erelijst
- Landskampioen (4x)

1968, 1978, 1980, 1981
- Superettan (2x)

2002, 2012
- Division 1 (1x)

2009

## Eindklasseringen
| 1 |

| 6 |

| ? |

| ? |

| ? |

| 1 |

| 7 |

| 5 |

| 6 |

| 9 |

| 8 |

| 2 |

| 2 |

| 1 |

| 6 |

| 1 |

| 4 |

| 1 |

| 1 |

| 2 |

| 4 |

| 1 |

| 1 |

| 6 |

| 7 |

| 9 |

| 3 |

| 2 |

| 3 |

| 2 |

| 3 |

| 9 |

| 1 |

| 7 |

| 7 |

| 1 |

| 5 |

| 4 |

| 10 |

| 8 |

| 7 |

| 4 |

| 11 |

| 1 |

| 4 |

| 9 |

| 3 |

| 8 |

| 5 |

| 11 |

| 6 |

| 11 |

| 14 |

| 8 |

| 12 |

| 12 |

| 1 |

| 13 |

| 5 |

| 2 |

| 13 |

| 15 |

| 2 |

| 1 |

| 14 |

| 4 |

| 1 |

| 15 |

| 13 |

| 3 |

| 1 |

| 5 |

| 8 |

| 13 |

| 4 |

| 5 |

| 3 |

| 4 |

| 2 |

| Allsvenskan | Superettan | Ettan | Division 2 (Niv. 4) |

Namen Niveau 2:  1926-1986 Division 2; 1987-1999 Division 1. 

Namen Niveau 3:  tot 1987 Division 3; 1987-2005 Division 2; 2006-2019 Division 1. 
| Seizoen | №  | Clubs | Divisie            | Duels | Winst | Gelijk | Verlies | Doelsaldo | Punten | Tsch  |
| ------- | -- | ----- | ------------------ | ----- | ----- | ------ | ------- | --------- | ------ | ----- |
| 2000    | 12 | 16    | Superettan         | 30    | 9     | 6      | 15      | 39–51     | 33     | 2.508 |
| 2001    | 12 | 16    | Superettan         | 30    | 10    | 5      | 15      | 41–55     | 35     | 2.042 |
| 2002    | 1  | 16    | Superettan         | 30    | 16    | 6      | 8       | 61–35     | 54     | 3.149 |
| 2003    | 13 | 14    | Allsvenskan        | 26    | 3     | 8      | 15      | 31–56     | 17     | 7.025 |
| 2004    | 5  | 16    | Superettan         | 30    | 14    | 8      | 8       | 51–36     | 50     | 2.670 |
| 2005    | 2  | 16    | Superettan         | 30    | 17    | 4      | 8       | 48–36     | 55     | 3.518 |
| 2006    | 13 | 14    | Allsvenskan        | 26    | 4     | 7      | 15      | 19–46     | 19     | 5.364 |
| 2007    | 15 | 16    | Superettan         | 30    | 8     | 8      | 14      | 28–35     | 32     | 2.788 |
| 2008    | 2  | 14    | Division 1         | 26    | 14    | 3      | 9       | 54–33     | 45     | 1.817 |
| 2009    | 1  | 14    | Division 1         | 26    | 14    | 4      | 8       | 47–35     | 46     | 1.919 |
| 2010    | 14 | 16    | Superettan         | 30    | 8     | 5      | 17      | 30–54     | 29     | 2.145 |
| 2011    | 4  | 16    | Superettan         | 30    | 14    | 8      | 8       | 40–28     | 50     | 2.680 |
| 2012    | 1  | 16    | Superettan         | 30    | 20    | 6      | 4       | 57–28     | 66     | 4.733 |
| 2013    | 15 | 16    | Allsvenskan        | 30    | 6     | 10     | 14      | 27–43     | 28     | 5.757 |
| 2014    | 13 | 16    | Superettan         | 30    | 7     | 11     | 12      | 39–48     | 32     | 3.155 |
| 2015    | 3  | 14    | Division 1 (Södra) | 26    | 15    | 5      | 6       | 39–19     | 50     | 1.929 |
| 2016    | 1  | 14    | Division 1 (Södra) | 26    | 18    | 4      | 4       | 45–15     | 58     | 2.842 |
| 2017    | 5  | 16    | Superettan         | 30    | 13    | 9      | 8       | 46–35     | 48     | 2.745 |
| 2018    | 8  | 16    | Superettan         | 30    | 11    | 8      | 11      | 48-43     | 41     | 2.129 |
| 2019    | 13 | 16    | Superettan         | 30    | 6     | 11     | 13      | 32-43     | 29     | 2.022 |
| 2020    | 4  | 16    | Superettan         | 30    | 15    | 6      | 9       | 41-36     | 51     | -     |
| 2021    | 5  | 16    | Superettan         | 30    | 12    | 10     | 8       | 33-26     | 46     | 134   |

## Östers IF in Europa
Östers IF speelt sinds 1969 in diverse Europese competities. Hieronder staan de competities en in welke seizoenen de club deelnam:
- Europacup I (4x)

1969/70, 1979/80, 1981/82, 1982/83
- Europacup II (1x)

1977/78
- UEFA Cup (9x)

1973/74, 1974/75, 1975/76, 1976/77, 1984/85, 1988/89, 1991/92, 1993/94, 2004/05
- Intertoto Cup (2x)

1995, 1997

## Kampioensteams
- 1968 — Sune Persson, Roland Winsth, Harry Bild, Inge Ejderstedt, Lars-Göran Fjordestam, Leif Fransson, Lars-Erik Bergstrand, Börje Axelsson, Jie Bergqvist, Georg Svensson, Tommy Svensson, Jan Fransson, Axel Lindberg, Rolf Damberg, Karl-Axel "Acke" Blomquist, Leif Blom en Peo Bild. Trainer-coach: Vilmos Varszegi.
- 1978 — Johnny Gustafsson, Peo Bild, Håkan Arvidsson, Peter Nilsson, Bengt Johansson, Mats Nordgren, Peter Strömberg, Tommy Evesson, Karl-Gunnar Björklund, Teitur Tordarsson, Håkan Kronberg, Thomas Ravelli, Göran Hagberg, Tomas Nyman, Peter Svensson en Jie Bergqvist. Trainer-coach: Lars "Laban" Arnesson.
- 1980 — Peter Strömberg, Jan-Ivar Bergqvist, Teitur Thordarsson, Andreas Ravelli, Mats Nordgren, Karl-Gunnar Björklund, Peter Svensson, Peo Bild, Peter Utriainen, Greger Hallén, Peter Nilsson, Bengt Johansson, Thomas Nyman, Thomas Ravelli, Tommy Malmqvist, Johnny Gustavsson, Håkan Arvidsson en Tommy Evesson. Trainer-coach: Bo Johansson.
- 1981 — Peo Bild, Stefan Larsson, Kent Engström, Tommy Hedström, Mats Rodin, Victor Damast, Greger Hallén, Peter Nilsson, Teitur Thordarsson, Karl-Gunnar Björklund, Andreas Ravelli, Bengt Carnell, Peter Svensson, Thomas Nyman, Johnny Gustavsson, Jan Mattsson, Thomas Ravelli, Tommy Malmqvist, Mats Nordgren, Tommy Evesson, Peter Utriainen en Peter Truedsson. Trainer-coach: Bo Johansson.

## Bekende (oud-)spelers
- Harry Bild
- Joachim Björklund
- Anders Eriksson
- Hans Eskilsson
- Markus Jonsson
- Stefan Landberg
- Anders Linderoth
- Thomas Ravelli